# Mundemba
Mundemba is een stad in de Sud-Ouest provincie, Kameroen. Het is de hoofdplaats van het departement Ndian.